# Linia kolejowa Żmerynka – Greczany
Linia kolejowa Żmerynka – Greczany – linia kolejowa na Ukrainie łącząca stację Żmerynka ze stacją Greczany. Zarządzana jest przez dyrekcję żmeryńską Kolei Południowo-Zachodniej (oddział ukraińskich kolei państwowych). Fragment trasy Odessa – Lwów.
Znajduje się w obwodach winnickim i chmielnickim. Linia na całej długości jest dwutorowa i zelektryfikowana.

## Historia
Linia powstała w 1871 jako fragment kolei odesko-wołoczyskiej, łączącej koleje rosyjskie z austro-węgierską siecią kolejową poprzez przejście Podwołoczyska/Wołoczyska (po I wojnie światowej łączyła koleje sowieckie z kolejami polskimi).
Początkowo linia leżała w Imperium Rosyjskim, następnie w Związku Sowieckim. Od 1991 znajduje się na Ukrainie.